# Rhodocybe tronqué
Clitopilus geminus
Espèce
Synonymes
- Agaricus geminus
- Rhodocybe gemina (Paulet) Kuyper & Noordel., 1987

Le Rhodocybe tronqué, Clitopilus geminus, ou Rhodocybe gemina,, est une espèce de champignons basidiomycètes de la famille des Entolomataceae.

## Caractéristiques
Les rhodocybes sont des champignons rares qui n’ont pas été faciles à classer à cause de leur sporée rose et qui poussent dans les terrains calcaires.

## Description
Le Rhodocybe tronqué est un champignon ayant un chapeau épais (8–12 cm), de couleur cuir a rose ocracé, avec une cuticule pruineuse qui n’est pas facile à peler.
Il a des lames rose pâle devenant brun rosé, bien en chair et un peu arrondies sur le pied.
Son pied (3,5-5x1,5–2 cm) blanc est massif et légèrement pruineux.
Sa chair blanche qui peut être rosée en certains endroits exhale une bonne odeur de farine qui devient rance en vieillissant et est légèrement épicée.
Il pousse dans les hautes graminées des lisières et des taillis mais aussi dans les bois de feuillus et de conifères de l’été à l’automne.

## Utilisation
C'est un champignon comestible de bonne qualité[réf. nécessaire] mais il y a un risque très grand de le confondre avec l’Entolome livide qui lui est un champignon très toxique.